# Толмачевка (Большесолдатский район)
Толмачевка — деревня в Большесолдатском районе Курской области. Входит в Любимовский сельсовет.

## География
Деревня находится на реке Реут, в 44 километрах к юго-западу от Курска, в 22 километрах к северо-востоку от районного центра — села Большое Солдатское, в 5 км от центра сельсовета – Любимовка.
Климат
Толмачевка, как и весь район, расположена в поясе умеренно континентального климата с тёплым летом и относительно тёплой зимой (Dfb в классификации Кёппена).

## Население
| 2002 | 2010 |
| ---- | ---- |
| 5    | ↘4   |

## Транспорт
Толмачевка находится в 2 км от автодороги регионального значения 38К-004 (Дьяконово — Суджа — граница с Украиной), в 1,5 км от автодороги межмуниципального значения 38Н-086 (38К-004 – Любимовка – Имени Карла Либкнехта), в 18,5 км от ближайшего ж/д остановочного пункта 428 км (линия Льгов I — Курск).